# Черево (фільм)
«Черево» (англ. Womb; інша назва «В утробі») — фільм угорського режисера і сценариста Бенедека Флігауфа, що вийшов на екрани в 2010 році. Його дія відбувається в недалекому майбутньому, де клонування людини поступово стає буденним процесом.

## Зміст
Мова йде про недалеке майбутнє, коли процес клонування людини стане звичайною справою. Процес – так. А життя клонів і взаємовідносини між ними та звичайними людьми – ще ні. Героїня фільму – Ребекка, яка втратила коханого хлопця, вирішила виносити його клон. І таким чином повернути собі Тома і колишнє щастя. Та неможливо повернути людину у тому ж віці, у той же час. Його треба виносити, виростити, виховати і зуміти зберегти до нього ті ж почуття, які колись були. І головне, щоб увесь цей час ніхто не заважав.

## Реліз
Світова прем'єра стрічки відбулася 15 липня 2010 року в рамках «German Film Week». В цьому ж році відбувся показ стрічки на кінофестивалях в Локарно, Торонто, Рейк'явіку, Гамбургу, Лондоні, Мумбаї.

## У ролях
- Ева Грін — Ребекка
- Метт Сміт — Том
- Леслі Менвілл — Джудіт
- Пітер Уайт — Ральф
- Ганна Мюррей — Моніка
- Наталія Тена — Роуз